# Ayros-Arbouix
Ayros-Arbouix (gaskognisch Airòs e Arboish) ist eine französische Gemeinde mit 345 Einwohnern (Stand 1. Januar 2022) im Département Hautes-Pyrénées in der Region Okzitanien; sie gehört zum Arrondissement Argelès-Gazost und zum Kanton La Vallée des Gaves.

## Lage
Ayros-Arbouix liegt im Süden des Département Hautes-Pyrénées rund 28 Kilometer (Luftlinie) südwestlich von Tarbes. Der Ort liegt östlich des Flusses Gave de Pau im Umfeld des Nationalparks Pyrenäen.
Die Gemeinde besteht aus den Dörfern Arbouix und Ayros, mehreren Weilern (hameaux) sowie einigen Einzelgehöften. 

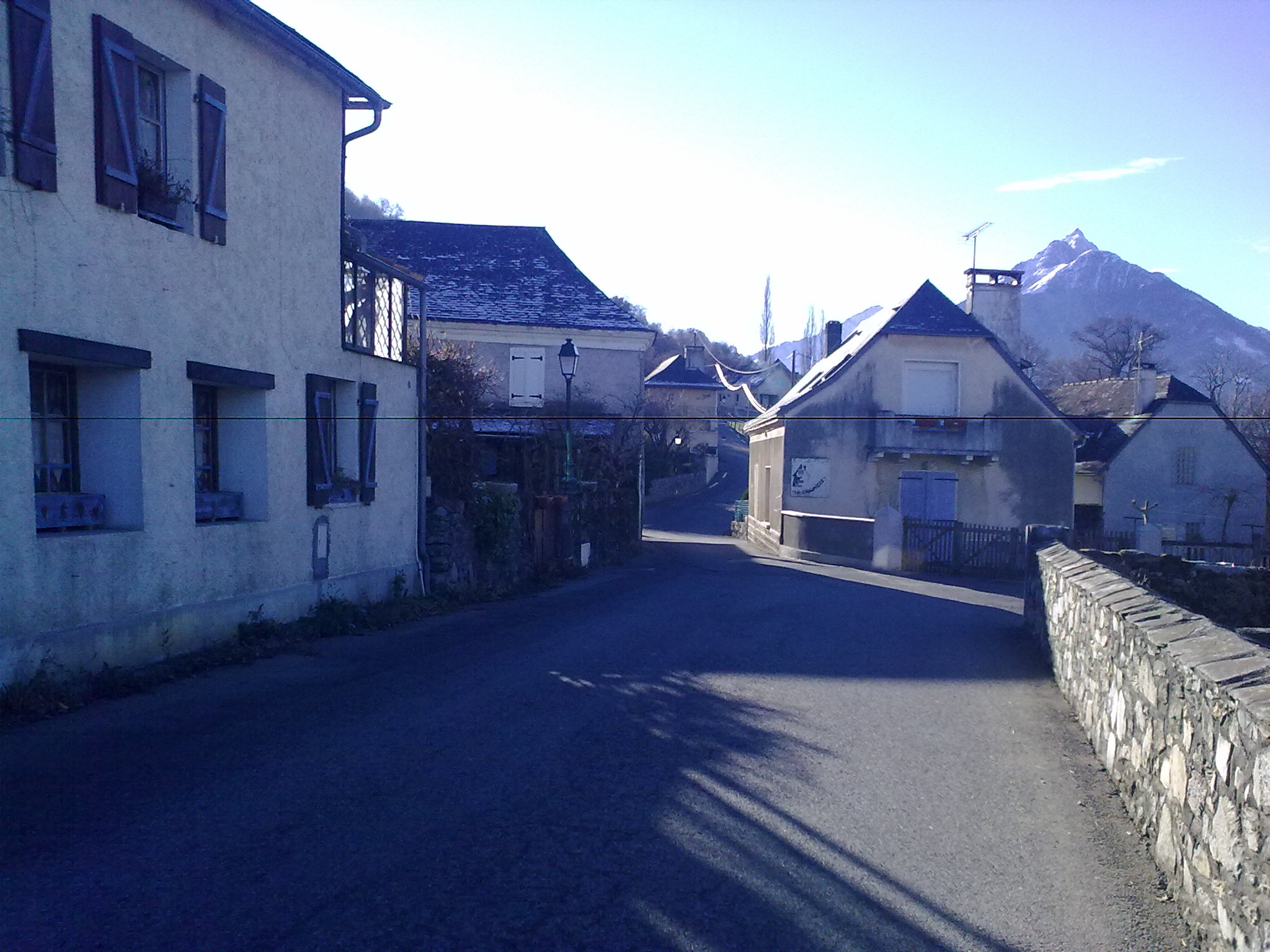
Die Ortschaft Arbouix
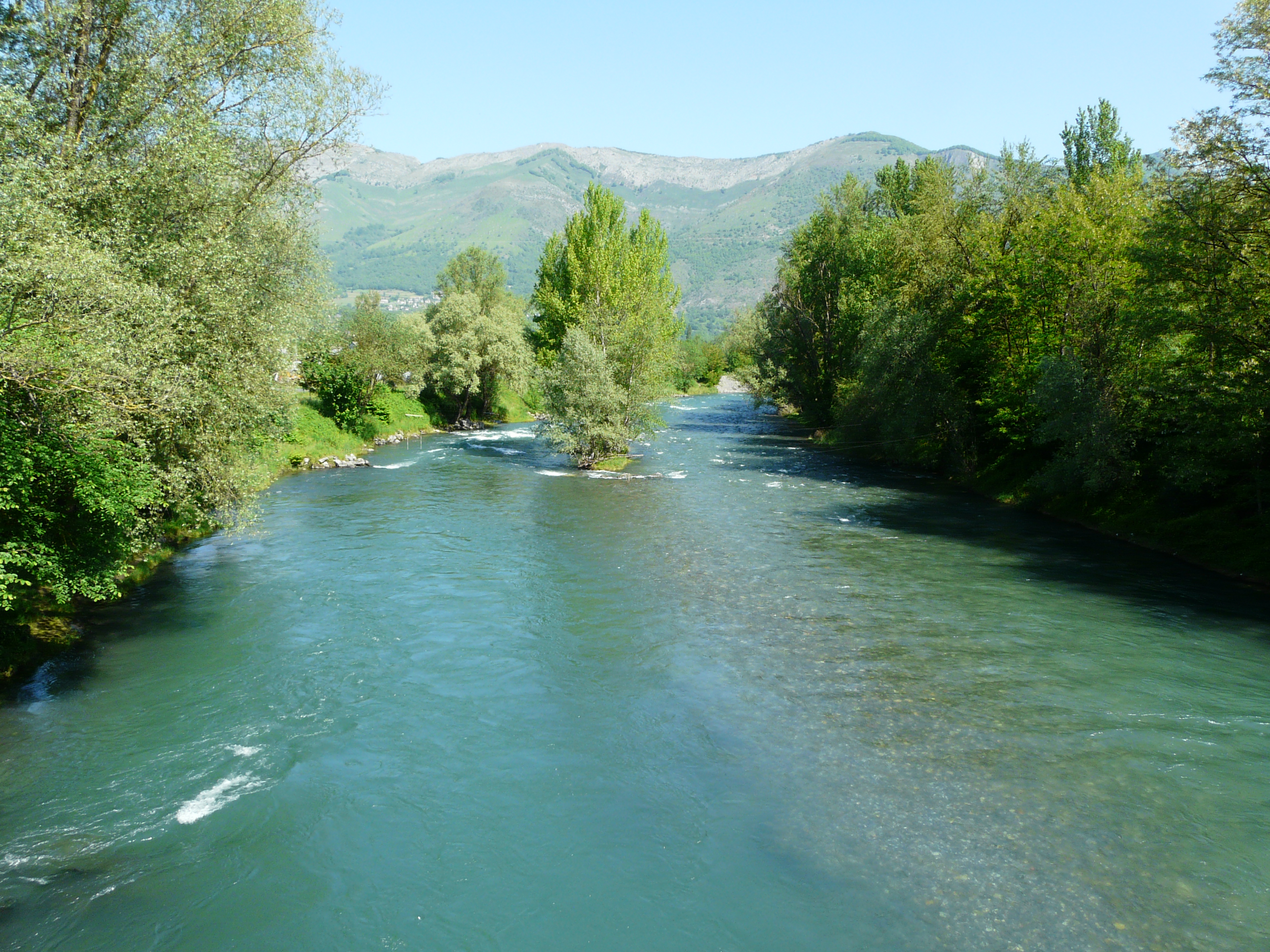
Der Gave de Pau bei Ayros-Arbouix
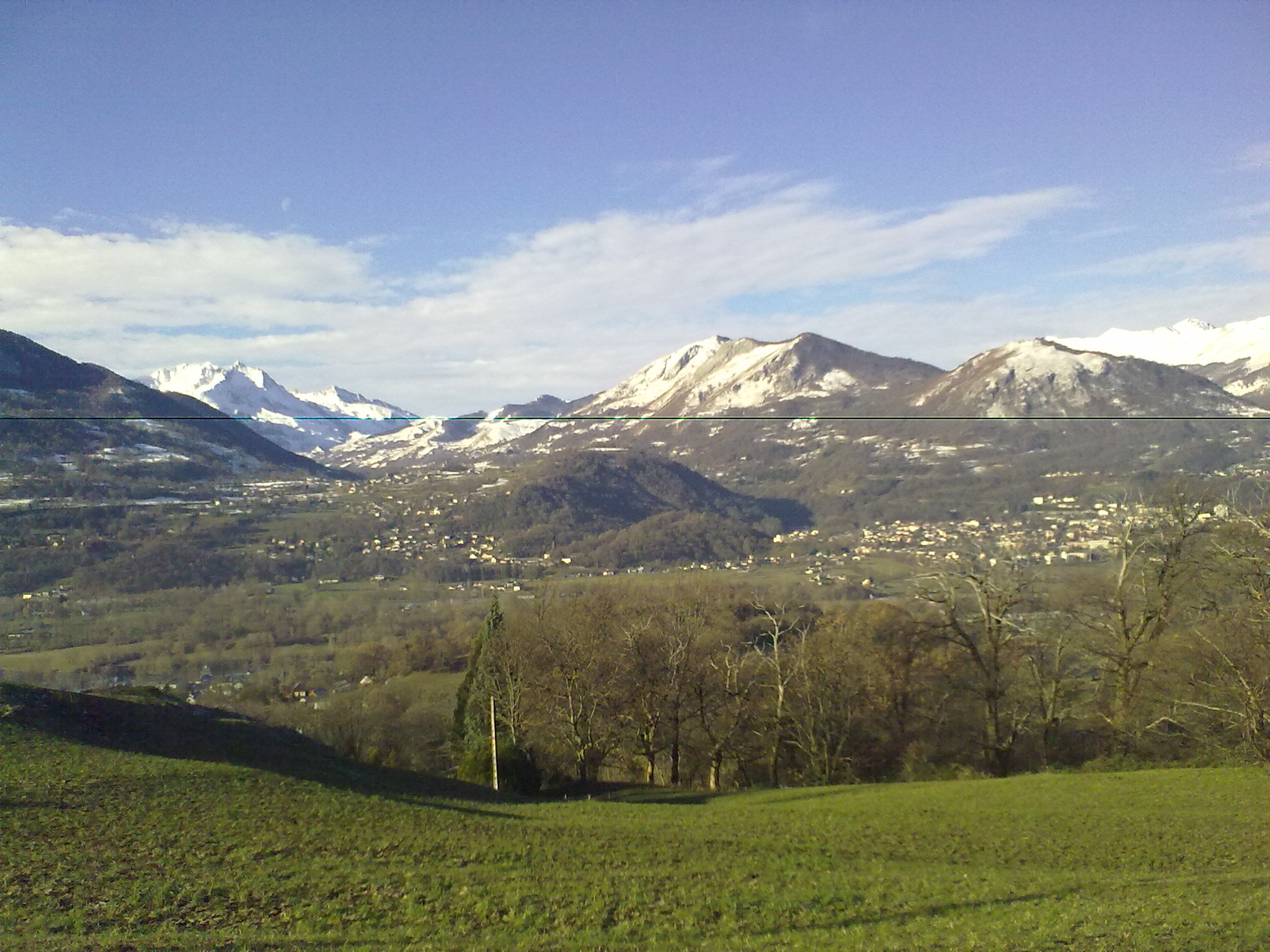
Blick von Arbouix Richtung Berge

## Geschichte
Erste namentliche Erwähnungen erfuhren die Orte als Arbox und Airos im 12. Jahrhundert im „grünen Buch von Bénac“. Im frühen Mittelalter wechselte die Herrschaft häufig (Westgoten, Basken, Franken, Sarazenen). Danach war der Ort jahrhundertelang unter der Herrschaft des Königreichs Aquitanien respektive des Herzogtums Gascogne. Von 900 bis 1609 gab es eine Grafschaft Bigorre innerhalb der vorgenannten Gebiete. Im Hundertjährigen Krieg war Ayros-Arbouix manchmal unter englischer, manchmal unter französischer Herrschaft. Von 1425 bis 1609 gehörte der Ort als Teil der Grafschaft Bigorre zur nur lose mit Frankreich verbundenen Grafschaft Foix. Weil der letzte Herrscher dieser Grafschaft, König Heinrich II. aus dem Hause Bourbon, 1589 den Thron von Frankreich (als Heinrich IV.) bestieg, waren die Orte der Region von 1609 bis 1789 Krondomäne. Die Gemeinde gehörte von 1793 bis 1801 zum District Argelès. Zudem war sie von 1793 bis 1801 Teil des Kantons Préchac und von 1801 bis 2015 Teil des Kantons Argelès-Gazost (1793–1896 unter dem Namen Kanton Argelès). Mit Ausnahme der Jahre 1926 bis 1942 (Arrondissement Bagnères) war Ayros-Arbouix seit 1801 Teil des Arrondissements Argelès-Gazost. Die Gemeinde ist Teil der historischen Landschaft Lavedan (auch Pays des Sept Vallées genannt). 1846 vereinigten sich die beiden bisherigen Gemeinden Arbouix und Ayros zur heutigen Gemeinde.

### Bevölkerungsentwicklung
| Jahr                       | 1962 | 1968 | 1975 | 1982 | 1990 | 1999 | 2006 | 2012 | 2020 |
| Einwohner                  | 220  | 228  | 235  | 256  | 230  | 231  | 304  | 278  | 344  |
| Quellen: Cassini und INSEE |      |      |      |      |      |      |      |      |      |

Die zunehmende Mechanisierung der Landwirtschaft führte zu einem kontinuierlichen Absinken der Einwohnerzahlen bis auf die Tiefststände im 20. Jahrhundert.

## Sehenswürdigkeiten
- Kirche Saint-Germé in Ayros
- Kirche Saint-Martin in Arbouix
- Kapelle im Weiler Bouix
- zwei Wegkreuze

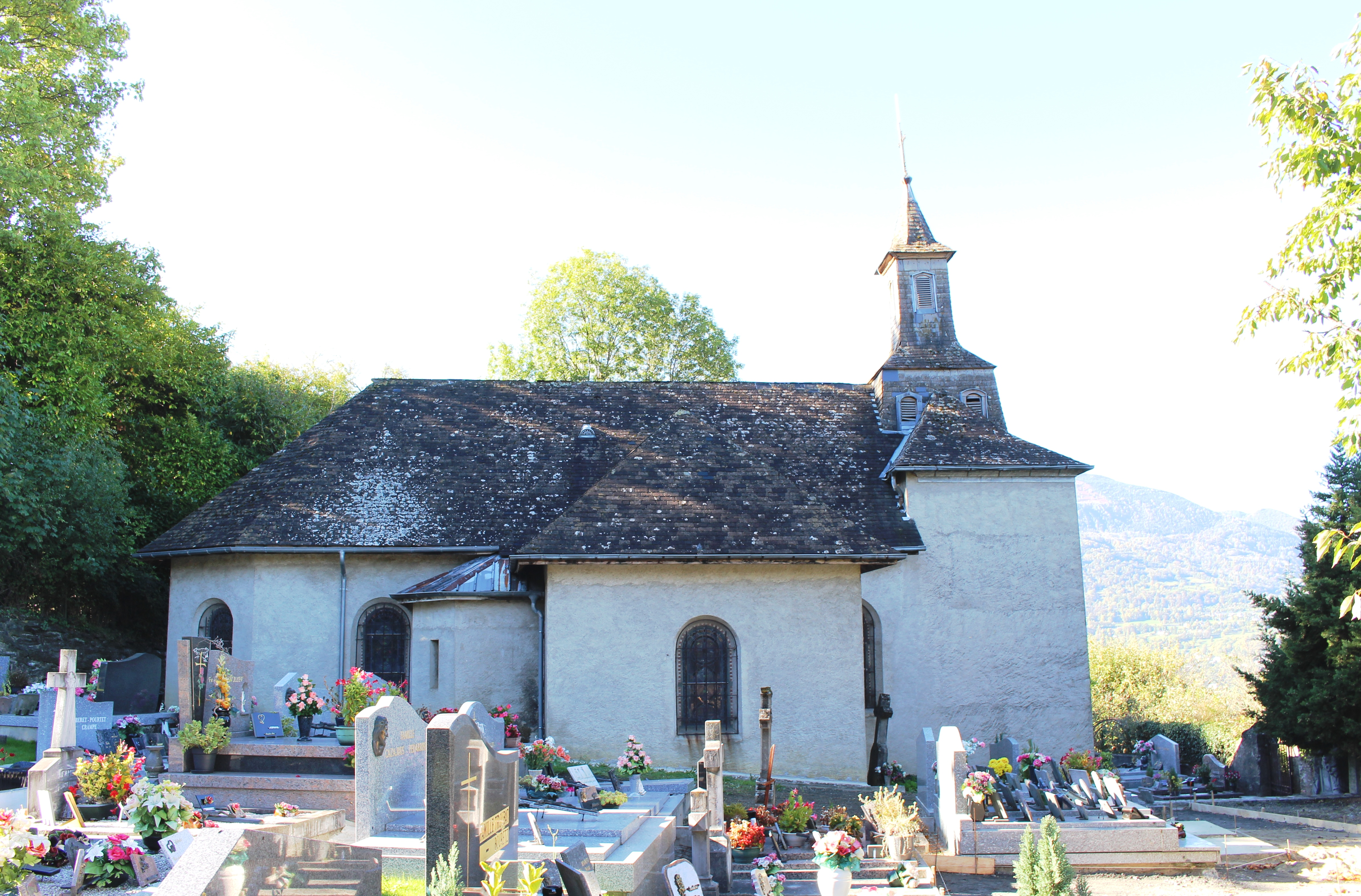
Kirche Saint-Germé
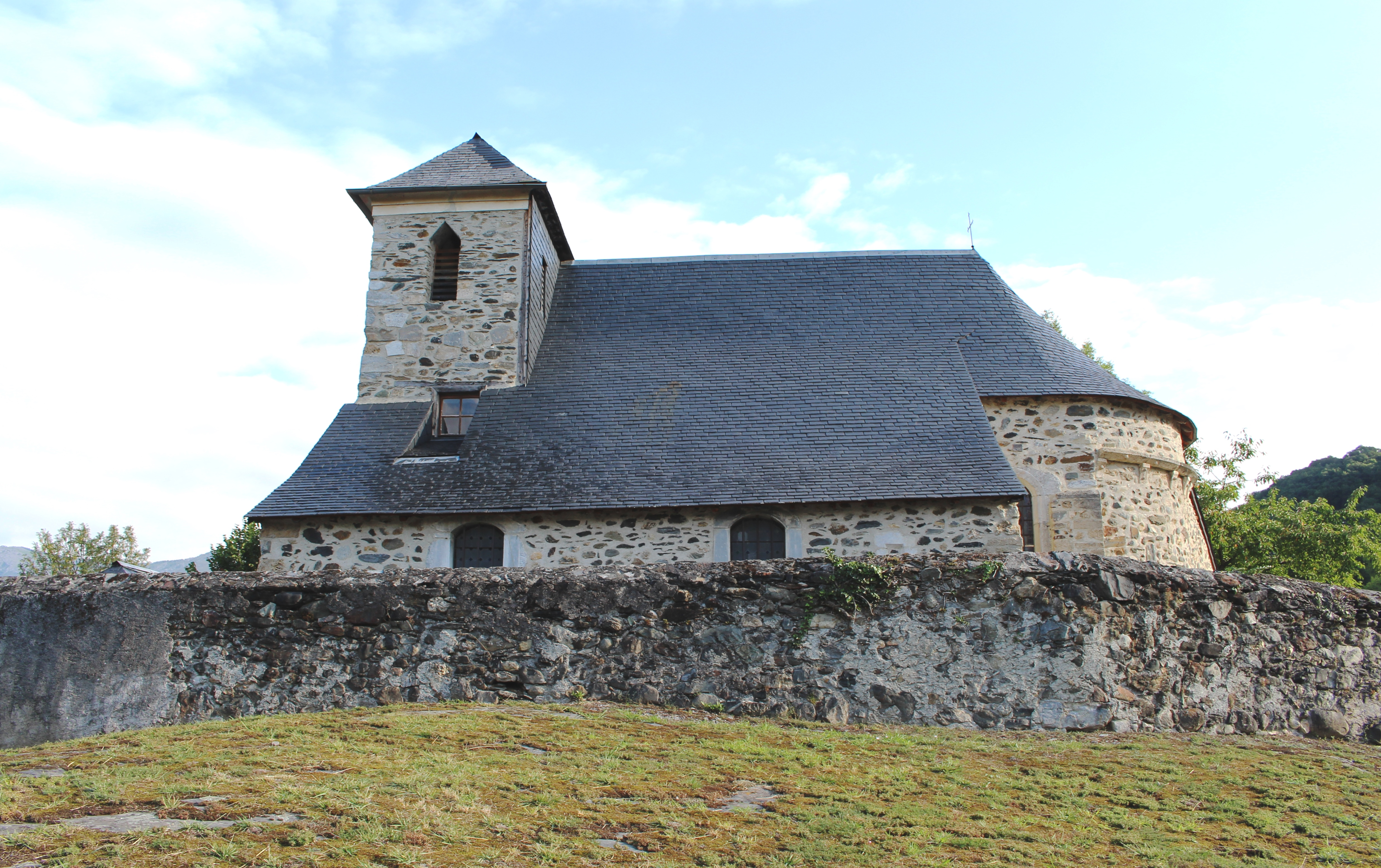
Kirche Saint-Martin
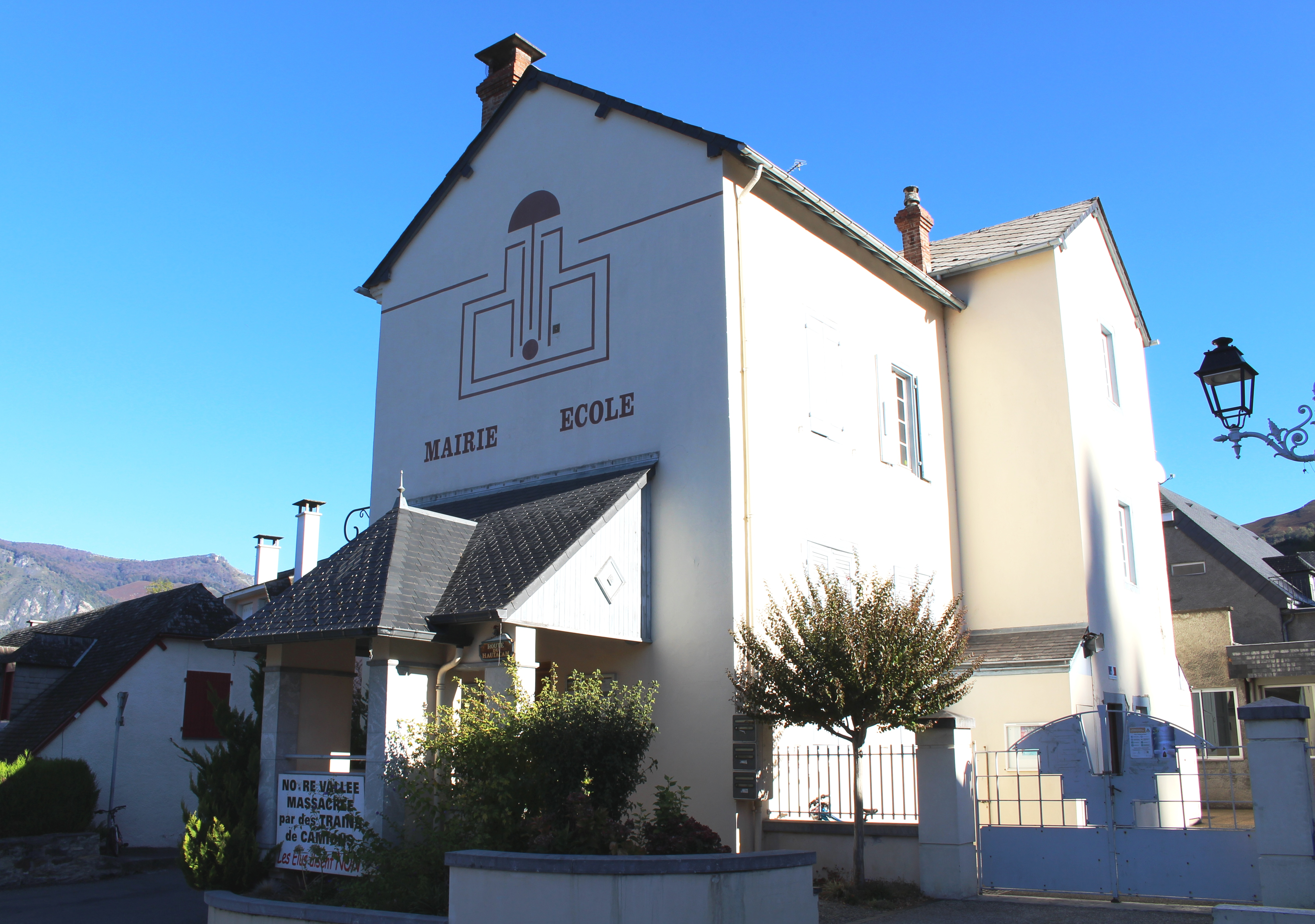
Rathaus (mairie)
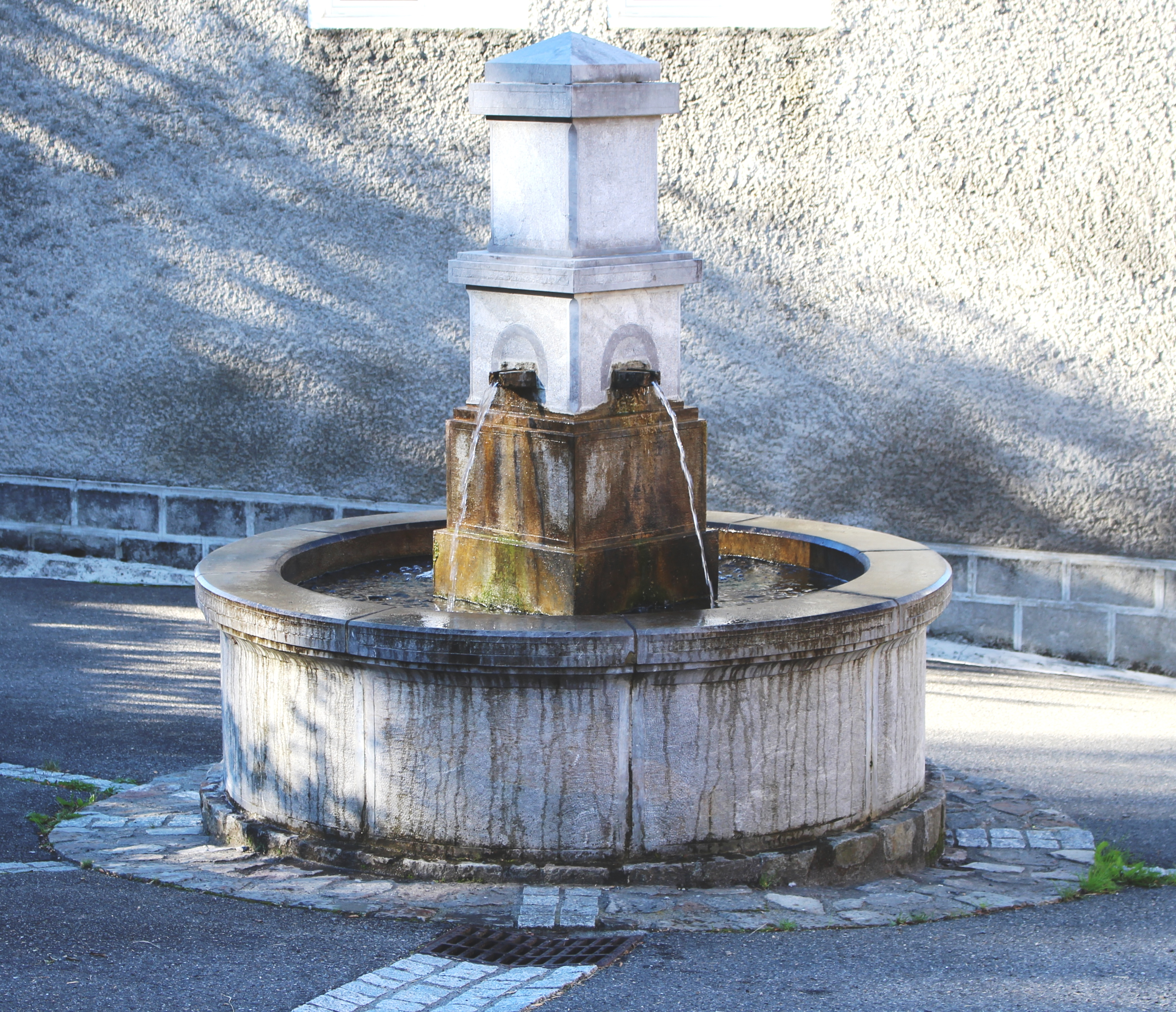
Brunnen
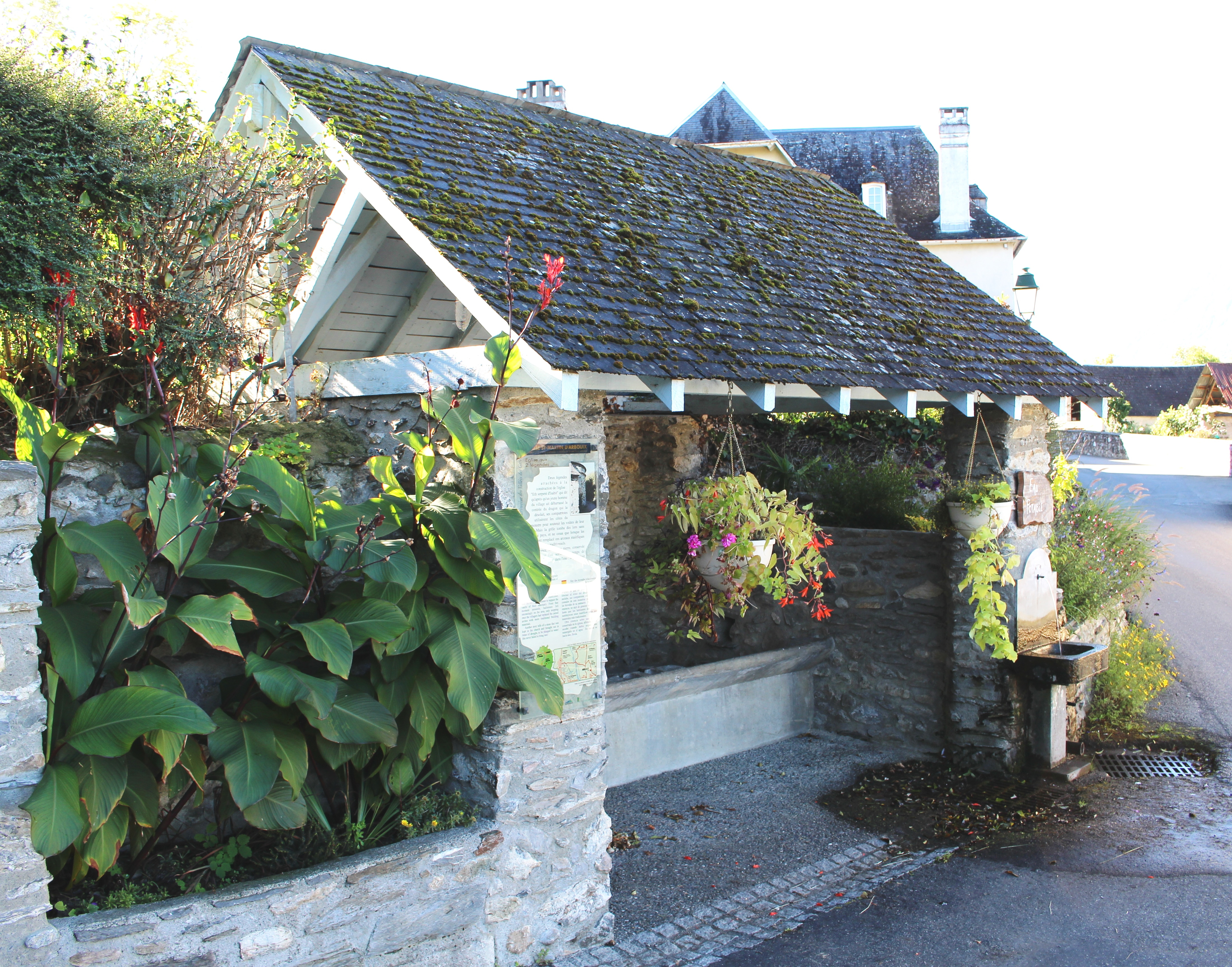
Ehemaliges öffentliches Rathaus